# Anacroneuria woytkowskii
Anacroneuria woytkowskii és una espècie d'insecte plecòpter pertanyent a la família dels pèrlids.

## Etimologia
El seu nom científic honora la figura de Felix Woytkowski, col·lector d'aquesta espècie i d'altres insectes del Perú.

## Descripció
- Els adults presenten el cap de color marró fosc, el pronot marró (llevat d'una franja estreta i clara), els segments del fèmur i de la tíbia marrons i les ales marrons amb la nervadura marró fosc.
- Les ales anteriors del mascle fan 8,5 mm de llargària.
- Ni la femella ni la nimfa no han estat encara descrites.[3]

## Hàbitat
En el seu estadi immadur és aquàtic i viu a l'aigua dolça, mentre que com a adult és terrestre i volador.

## Distribució geogràfica
Es troba a Sud-amèrica: el Perú.